# Дудашу-Скелей
Дудашу-Скелей (рум. Dudașu Schelei) — село у повіті Мехедінць в Румунії. Адміністративно підпорядковане місту Дробета-Турну-Северин.
Село розташоване на відстані 278 км на захід від Бухареста, 5 км на захід від Дробета-Турну-Северина, 102 км на захід від Крайови.

## Населення
За даними перепису населення 2002 року у селі проживали 588 осіб, усі — румуни. Усі жителі села рідною мовою назвали румунську.